# Demeter István (festő)
Demeter István (Jászapáti, 1914. december 13. – ?)
A tanyavilágban született. Apja, Demeter István sosem tért haza a Don-kanyartól. Édesanyjával (Demeter Istvánné) és három testvérével (Ferenc, Eleonóra, Erzsébet) sokáig reménykedtek, de hiába. Édesanyja 1918-ban meghalt. Testvéreivel árván maradtak. A nagyszülők nevelték őket tovább. Nagyapja a Borbás Kálmán nevet viselte. 
István Jászapátiban végezte a gimnázium első négy évét, Egerben papi kisszemináriumot végzett, majd a ciszterci rend Szent Bernát Gimnáziumában érettségizett. Kitűnő bizonyítványai voltak, esperes, plébános lett. Tábori lelkészként is hittel tevékenykedett Ukrajnában. Verseket írt, sokat olvasott. Az Egri Növendékpapság Magyar Egyházirodalmi és Egyházművészeti Társulat elnökévé választották 1937-ben.

## Forrás
- Éveim. Demeter István önéletírása. Folia Collecta. Sárospatak, 2014
- http://jku.hu/2017/06/14/demeter-istvan-oneletirasa-2/